# Colin Munroe
Pour les articles homonymes, voir Munroe.
 (octobre 2012).
Colin Munroe (né en 1980 à North Gower, Ontario) est un auteur-compositeur-interprète et producteur canadien vivant à Toronto.

## Discographie
| Année | Titre |
| 2006  | The Colin Munroe EP - date: septembre 2006 - Label: Marked Music / Rowdy Records / UniversalMotown 1. Your Braids 2. World of Pain 3. Will I Stay 4. Red 5. Never Be Mine 6. Go Home |
| 2010  | Don’t Think Less of Me - date: 2010 - Label: Marked Music / Rowdy Records / UniversalMotown                                                                                          |
| 2012  | The Unsung Hero - date: 4 septembre 2012 - Label: |